# マヤノトップガン
マヤノトップガン（欧字名:Mayano Top Gun、1992年3月24日 - 2019年11月3日）は、日本の競走馬、種牡馬。
1995年のJRA賞年度代表馬、JRA賞最優秀4歳牡馬に選出。同年の菊花賞（GI）、有馬記念（GI）、1996年の宝塚記念（GI）、1997年の天皇賞（春）（GI）を制した。

## 概要
1992年3月24日、北海道新冠町の川上悦夫牧場で生産された父ブライアンズタイムの牡馬である。兵庫県神戸市灘区の田所病院の病院長であり、冠名「マヤノ」の馬主・田所祐が所有し、栗東トレーニングセンター所属の調教師・坂口正大が管理した。骨瘤のためにデビューが遅れ、4歳になった1995年1月にデビューした。
春のクラシックは間に合わなかったが、秋のトライアル競走で連続2着となり、優先出走権を得て臨んだ菊花賞（GI）を好位追走から抜け出して優勝した。続いて有馬記念（GI）では逃げ切りで優勝。1976年トウショウボーイ以来となるデビュー年の有馬記念優勝を果たした。年初めに阪神・淡路大震災が発生し、馬主や調教師も被災する中、年間で13戦して有馬記念戴冠まで成し遂げ、この年の年度代表馬となった。
古馬となってからは、ナリタブライアンやバブルガムフェローなどに敗退、サクラローレルやマーベラスサンデーと「三強」を形成して鎬を削った。連戦連勝とはいかなかったが、1996年の宝塚記念（GI）では好位追走から抜け出し優勝。史上7頭目となる春秋グランプリ連覇を果たした。そして1997年からは逃げ先行を強制させず、馬の気持ちに任せた。阪神大賞典（GII）、天皇賞（春）（GI）を後方からの追い上げで優勝した。
競走馬引退後は種牡馬となり、プリサイスマシーンやチャクラなど重賞優勝産駒を輩出した。また2021年のジャパンダートダービーを優勝したキャッスルトップの母父でもある。

## デビューまで

### 誕生までの経緯

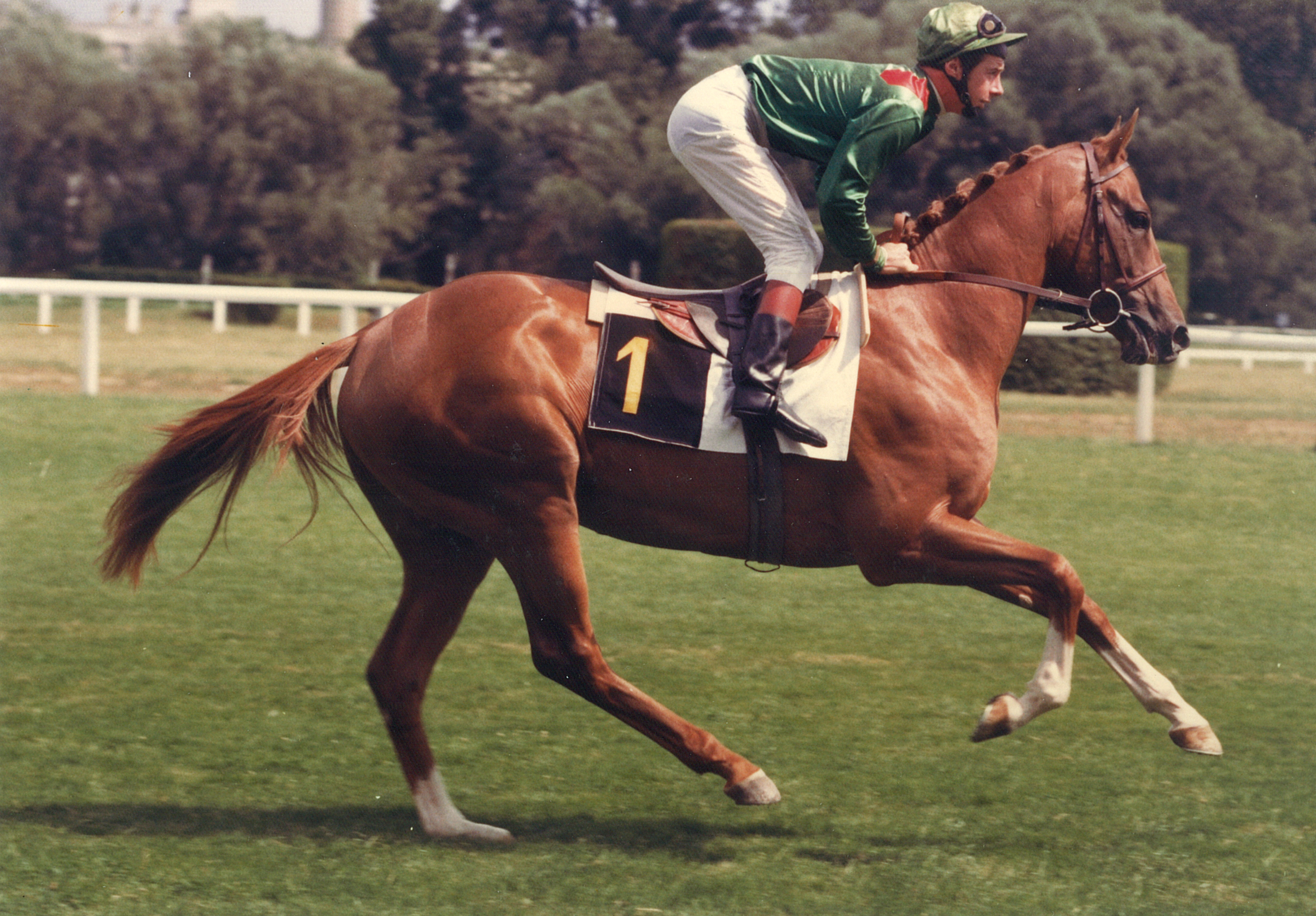
母父:ブラッシンググルーム

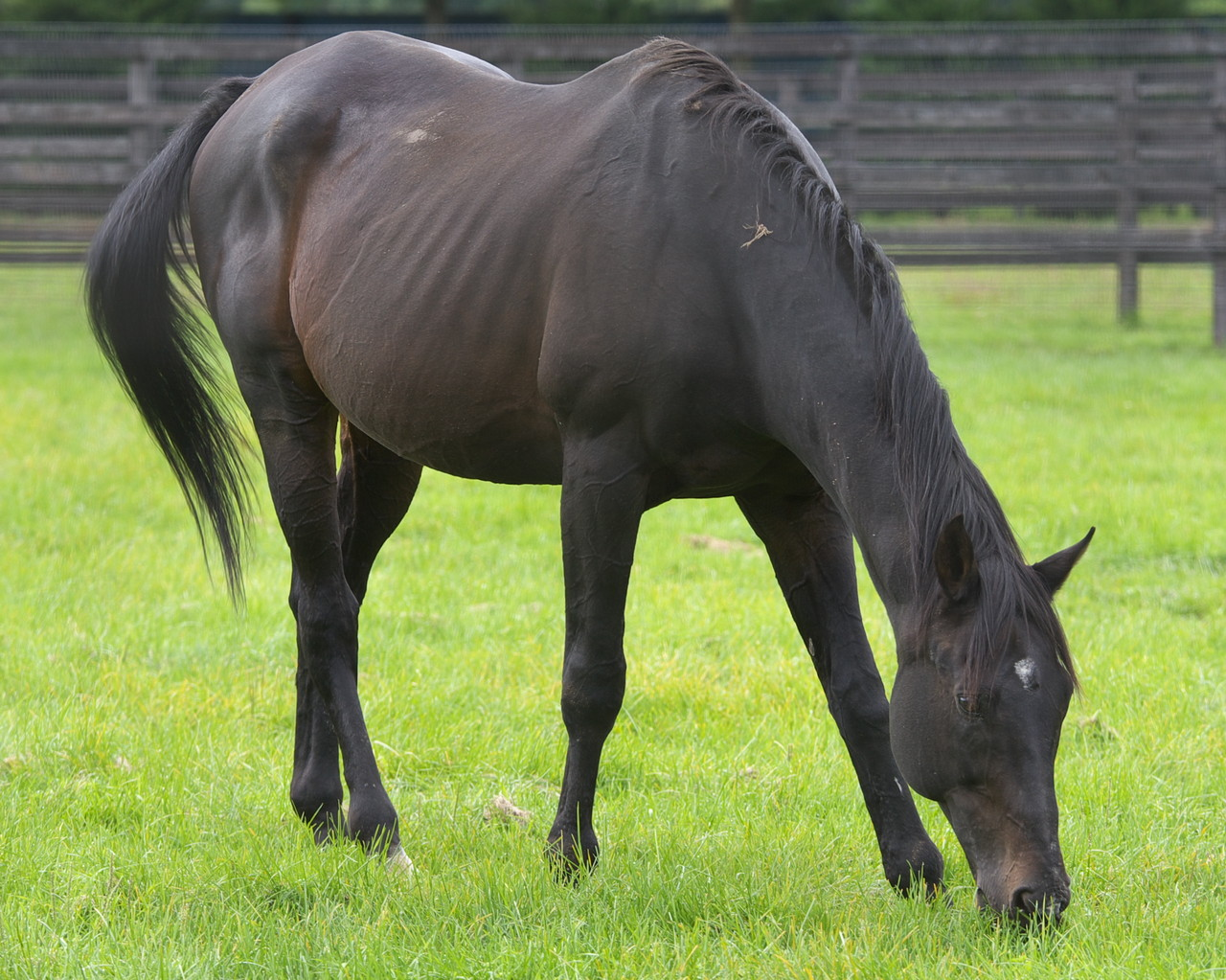
父:ブライアンズタイム

#### 川上牧場
川上牧場は、北海道新冠町の牧場である。1966年に川上景吉が拓き、牛と競走馬生産の兼業を営んでいたが、1960年代に高校を卒業した川上悦夫が18歳で継ぐと、牛をすべて売却して兼業を辞め、繁殖牝馬2頭から始まる競走馬生産専業牧場に生まれ変わった。借金を背負った状態からのスタートで継いでしばらくは馬主の仔分けの管理に甘んじたが、次第に自己所有の繁殖牝馬を増やし、悦夫自らが考えた配合論の実践に勤しむようになっていた。
1987年にはクラウンエクシードがウインターステークス（GIII）を優勝し、生産馬の中央競馬の重賞初優勝を叶えていた。この年、牧場が抱える繁殖牝馬は25頭にまで増えていた。幾度かの経営危機も乗り越えながら規模を拡大しつつ存続していた。あるとき、川上はアルプミープリーズという牝馬に出会う。当時牧場の経営状況は芳しく無かったが、それでも川上は無理をしてアルプミープリーズを購入し、牧場に迎え入れていた。

#### アルプミープリーズ
アルプミープリーズは、父ブラッシンググルーム、母父ヴェイグリーノーブルのアメリカ産の牝馬である。1986年のパリ大賞（G1）や1987年のサンセットハンデキャップ（G1）を優勝したスウィンク（父:リロイ）の半姉であり、競走馬デビューせずにアメリカで繁殖牝馬となり初仔と2番仔を産んだ後、1988年に日本にもたらされた 。輸入後は北海道新冠町の早田牧場新冠支場に繋養され、3番仔を産んだ。
18歳から血統について学んだ川上はこの頃はハイペリオン系やリボーを好んでおり、ハイペリオンの血を引くブラッシンググルームかヴェイグリーノーブルの血が入った繁殖牝馬を探し求めていた。アルプミープリーズに出会ったのはその頃である。川上曰く「馬を見たらこれはどうかなと思えるような馬」という外見であり当時は牧場の経営も厳しかったが、それに構わず購入を強行 。迎え入れて初年度の1989年、2年目の1990年は、共にイルドブルボンと交配し、4番仔5番仔の牝馬を産んでいる。
1991年、川上はハイペリオン系の牝馬にはヘイルトゥリーズン系の種牡馬が合うだろうと考え、ヘイルトゥリーズン系でありリボーの血も持つ種牡馬であるブライアンズタイムを交配相手に選ぶ。川上は後に「うまく配合すれば、素晴らしいステイヤーが出来ると確信していた」と振り返っている。受胎を経て1992年3月24日、アルプミープリーズの6番仔となる栗毛の牡馬（後のマヤノトップガン）が誕生する。
1994年、牧場は事業に失敗し、再び経営不振に陥る。その改善のために川上は多数の繁殖牝馬の整理を行い、アルプミープリーズも放出する事を決断した。アルプミープリーズは川上牧場で7番仔を得てから他所に移動していたが、直後の6月20日に出産の際に死亡した 。

### 幼駒時代

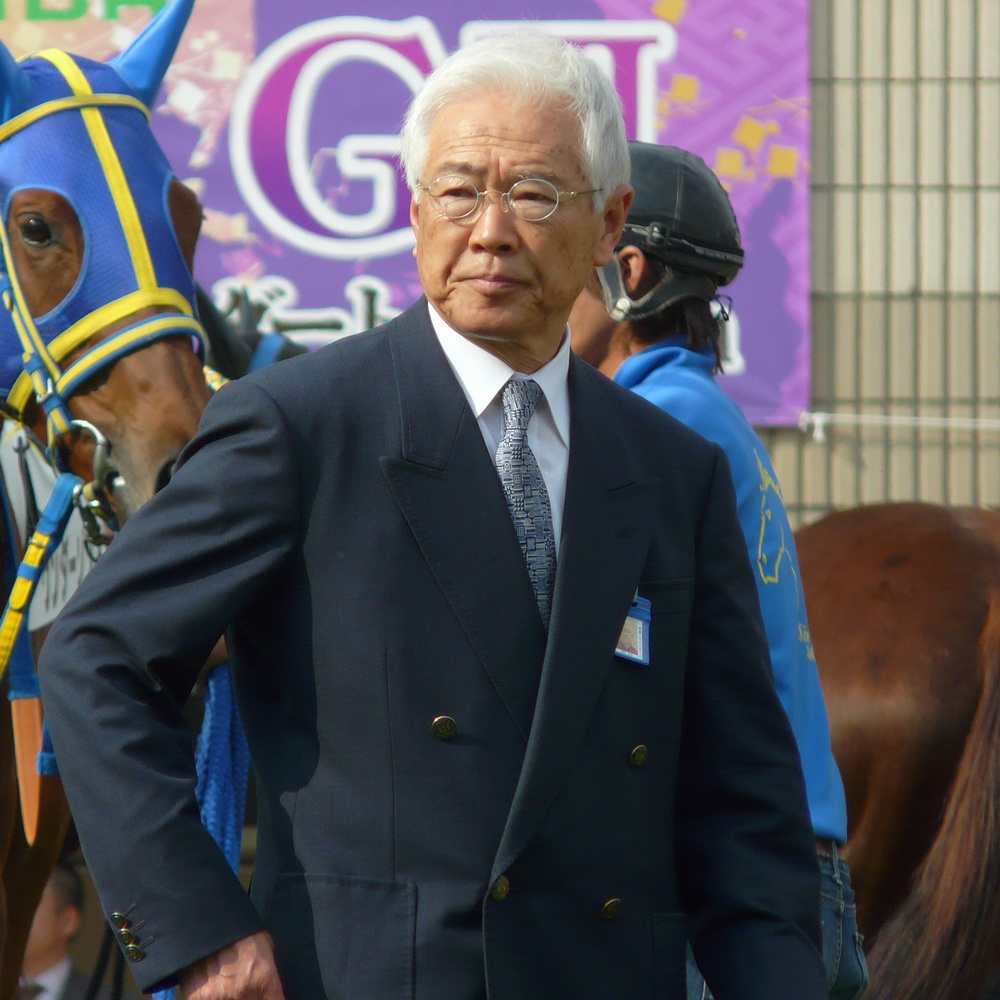
坂口正大

6番仔の出来は良く、牧場でも高い評価が与えられていた。1993年、牧場の先輩にあたるナリタタイシンがクラシック三冠競走第一弾の皐月賞を制した事でGI初勝利となった牧場は多くの取材を受けたが、そのとき川上は今後の期待馬を問われた際にこの6番仔の名を挙げていたという。6番仔は怪我とも無縁で、順調に育っていた。首が低かったが、これは牧場では人間が鼻をしきりに撫でていたために首を下げる回数が多く、それが癖になって首の位置が低くなったと川上は述べている。
6番仔は、産まれる前から栗東トレーニングセンター所属の坂口正大調教師の管理が内定していた。1991年秋、牧場を訪れた坂口は姉の5番仔に好印象を持ち、管理を申し出たが既に先約がいたために諦め、代わりに腹に宿っている6番仔を取り置きしていた。坂口はその6番仔を同じく調教師であった父の代から関わり、自身の仲人を務めるなど密な関係にあった馬主の田所祐に紹介する。田所は相馬眼に自信が無い事と飛行機が苦手である事から自らは北海道入りせず、馬選びは全て坂口に任せていた。こうして6番仔は田所の所有馬となった。
自身が子供の頃に遊んだ兵庫県神戸市の摩耶山に由来する冠名「マヤノ」を用いる田所は、神戸市灘区の田所病院を経営する病院長であった。名付けは馬主歴がかさむにつれて自身で行わなくなり、6番仔は病院の事務会計係の提案を受けてアメリカ映画のタイトル「トップガン」と冠名を組み合わせた「マヤノトップガン」と名付けられた。
マヤノトップガンは3歳となった1994年3月、坂口厩舎に入厩した。しかし調教を始めると直ちに右前肢に骨瘤をきたして調教続行不能となり、厩舎からの退場を余儀なくされた。北海道に戻り、門別町のクローバーファームで放牧休養。骨瘤は放牧地にある川で冷やして癒され、秋になって再入厩したが骨瘤のために脚部への負担の小さいプール調教で主に鍛えられた。そのためデビューは年明けの4歳になってからと大幅に遅れる事となった。

## 競走馬時代

### 4歳（1995年）

#### 条件馬時代
1995年1月8日、京都競馬場の新馬戦（ダート1200メートル）にてデビューを果たした。武豊が騎乗し単勝オッズ1.0倍の1番人気に推されたが、のちの桜花賞馬ワンダーパヒュームに敗れる5着だった。それから田原成貴、武が騎乗し、同条件の未勝利とに臨むも連続3着。武が騎乗した4戦目、3月25日の同条件の未勝利戦にて、好位追走から差し切りを果たし、初勝利を挙げた。
続いて500万円以下に臨み、初戦は3着。2戦目となる5月28日、武がアメリカのケンタッキーダービーに挑戦したために田原が起用され、以後田原が引退まで主戦を務めることになる。中京競馬場の500万円以下（ダート1700メートル）にて、後方に7馬身差をつけて2勝目を挙げた。
この頃からマヤノトップガンの脚部不安が解消され、中京のダート競走が少なくなった季節に差し掛かったのもあり、900万円以下からは芝に転向する。6月18日のロイヤル香港ジョッキークラブトロフィー（芝2000メートル）こそフェアダンスに敗れる3着だったが、続く7月9日の中京のやまゆりステークス（芝1800メートル）では好位から抜け出し、3勝目を挙げた。この勝利をきっかけに坂口は、マヤノトップガンのスケールの大きさを認めるようになり、クラシック三冠競走の最終戦である菊花賞を強く意識するようになった。やまゆりステークスの優勝馬では1989年のバンブービギンが菊花賞を制するという前例もあり、坂口はバンブービギンを参考にして菊花賞を目指すことにした。
続いて重賞初挑戦、菊花賞のトライアル競走である9月17日の神戸新聞杯（GII）に臨んだ。東京優駿優勝馬タヤスツヨシの始動戦であり、1.3倍の1番人気に支持される一方、マヤノトップガンは13.5倍の5番人気だった。平均ペースの好位を追走、直線で先頭に立ち、後方外から忍び寄るタヤスツヨシを突き放すことには成功したが、ゴール寸前で背後から追い上げた7番人気のタニノクリエイトに半馬身差し切られて2着。重賞勝利は逃したものの、菊花賞への優先出走権を確保した。
しかし菊花賞には直行しなかった。この頃のマヤノトップガンには神戸新聞杯の様に終いが甘く、坂口は本番の3000メートルという距離に対して不安があった。そこで、距離延長も兼ねて関西で行われるもう一つのトライアル競走である10月15日の京都新聞杯（GII）にも出走する事にした。タヤスツヨシとの再戦となり、タヤスツヨシが再び1番人気に推されてマヤノトップガンは2番人気に甘んじたが、オッズは2.7倍と4.4倍にまで縮まっていた。
先行して敗れた神戸新聞杯の反省から終いをもたせるために後方に控え、スローペースを追走。直線ではタヤスツヨシを置き去りにして逃げるナリタキングオーに接近し、ゴール寸前で並びかけるところまで追い詰めたが終いでのもうひと伸びが足りず、クビ差で逃げ切りを許した。前走と同じく2着となり、重複して優先出走権を獲得。このレースの後、坂口は菊花賞参戦を決断した。

#### 菊花賞
11月5日、クラシック三冠競走最終戦の菊花賞（GI）に参戦する。これまでのクラシックは、皐月賞をジェニュインが、東京優駿をタヤスツヨシが制していた。どちらも故障離脱はしていなかったが、ジェニュインは天皇賞（秋）に出走して不在、タヤスツヨシは参戦こそしたもののトライアルを連敗して不安視されていた。加えてこれといった上がり馬も出現していないと考えられていたため、本命不在の混戦となる。18頭立てとなる中、1番人気になったのは同年の優駿牝馬を制したフランス遠征帰りの牝馬ダンスパートナーだった。2番人気にナリタキングオーが続き、マヤノトップガンは3番人気だった。当日の誘導馬は、菊花賞参戦が叶わなかったマヤノペトリュースが務めた。
マヤノトップガンはスタートから好位の4番手につけ、平均ないしスローペースを追走。2周目の第3コーナーから最終コーナーにかけて前の3頭が垂れた事でマヤノトップガンが進出する形に。単独先頭を奪取しながら最終コーナーを通過、そのまま直線での押し切りを目指した。後方勢ではダンスパートナーやトウカイパレス、ホッカイルソーらが追い上げており、接近を許したがマヤノトップガンは失速することなくリードを守り切り、後方に1と2分の1馬身差をつけて決勝線を通過した。
マヤノトップガンは重賞初勝利がG1タイトルの菊花賞となった。走破タイム3分4秒4は前年の3分4秒6を上回る菊花賞レコード。また田原はこれがクラシック三冠競走初勝利となった。レース前、田原と坂口は直線では差し遅れた京都新聞杯よりも前に位置して先頭を目指そうと打ち合わせていた。田原は明確な勝ち筋がイメージ出来ていなかったが、兄弟子で1980年にノースガストで菊花賞を制した田島良保から「スタートから2ハロンを気分良く走らせるようにしたら」と助言を貰った事で迷いなく騎乗することができ、マヤノトップガンを勝利に導いた。決勝線通過直後、田原は胸に十字を切り、観客に投げキッスするという、1995年凱旋門賞にてラムタラで勝利した際のランフランコ・デットーリを真似たパフォーマンスで喜びを表していた。田原は「あんなに京都の直線を長く感じたのは初めて（中略）最後はさすがに、馬がへばりそうになっていたので、何度も"頑張れ、頑張れ"って励まし続けながら手綱をしごいていたよ」と回顧している。
また坂口はこれがGI競走初勝利だった。管理馬の菊花賞は1978年に出走したキャプテンナムラの2着が最高成績であり、それ以降は出走すら叶わなかったが17年振りの挑戦で雪辱を果たした。最後の直線で逃げ切りを図るマヤノトップガンをスタンドから望む坂口は、右足を床に打つなど我を失いながら応援していたという。その模様はKBS京都の翌週の放送で放映されていた。

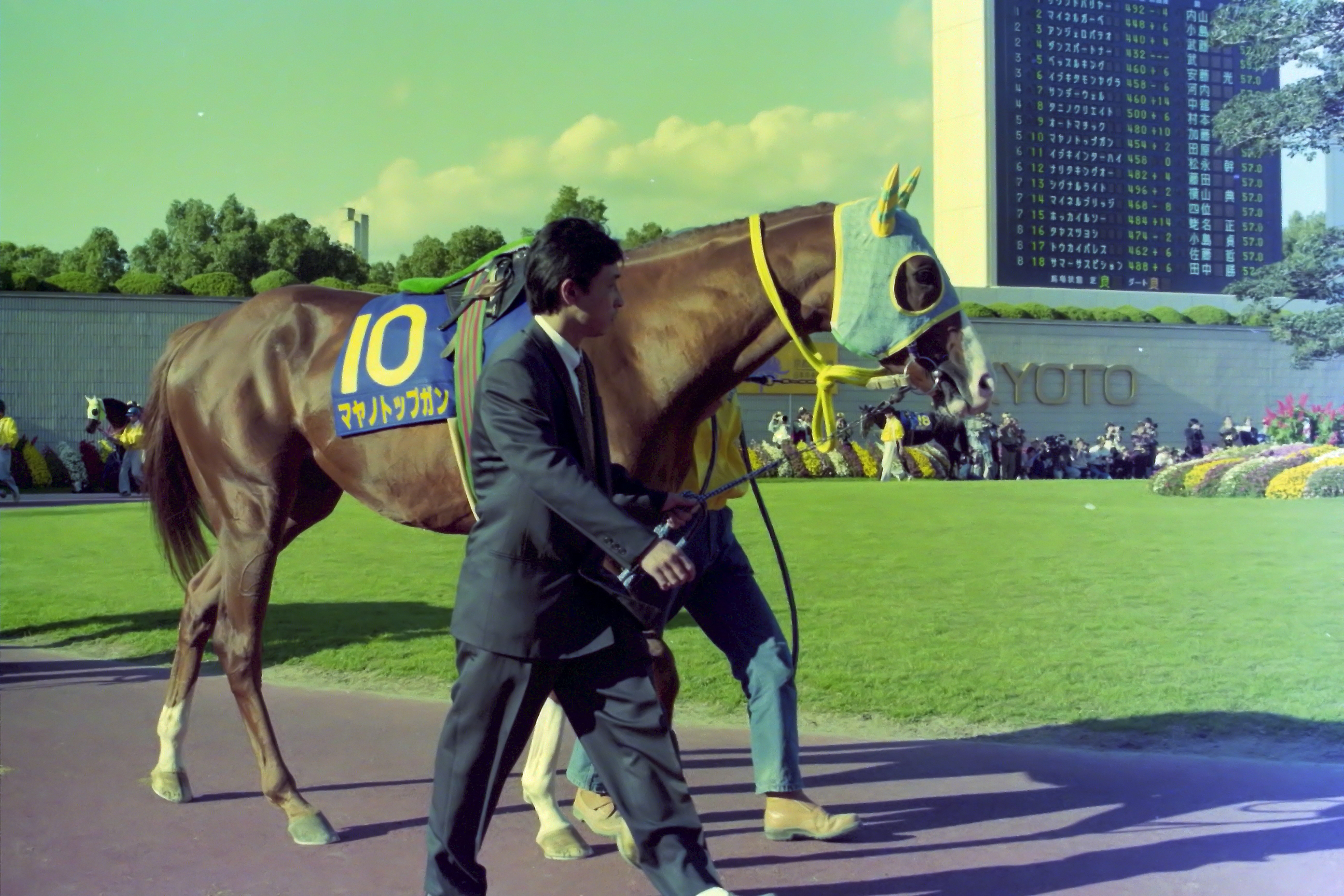
菊花賞出走時
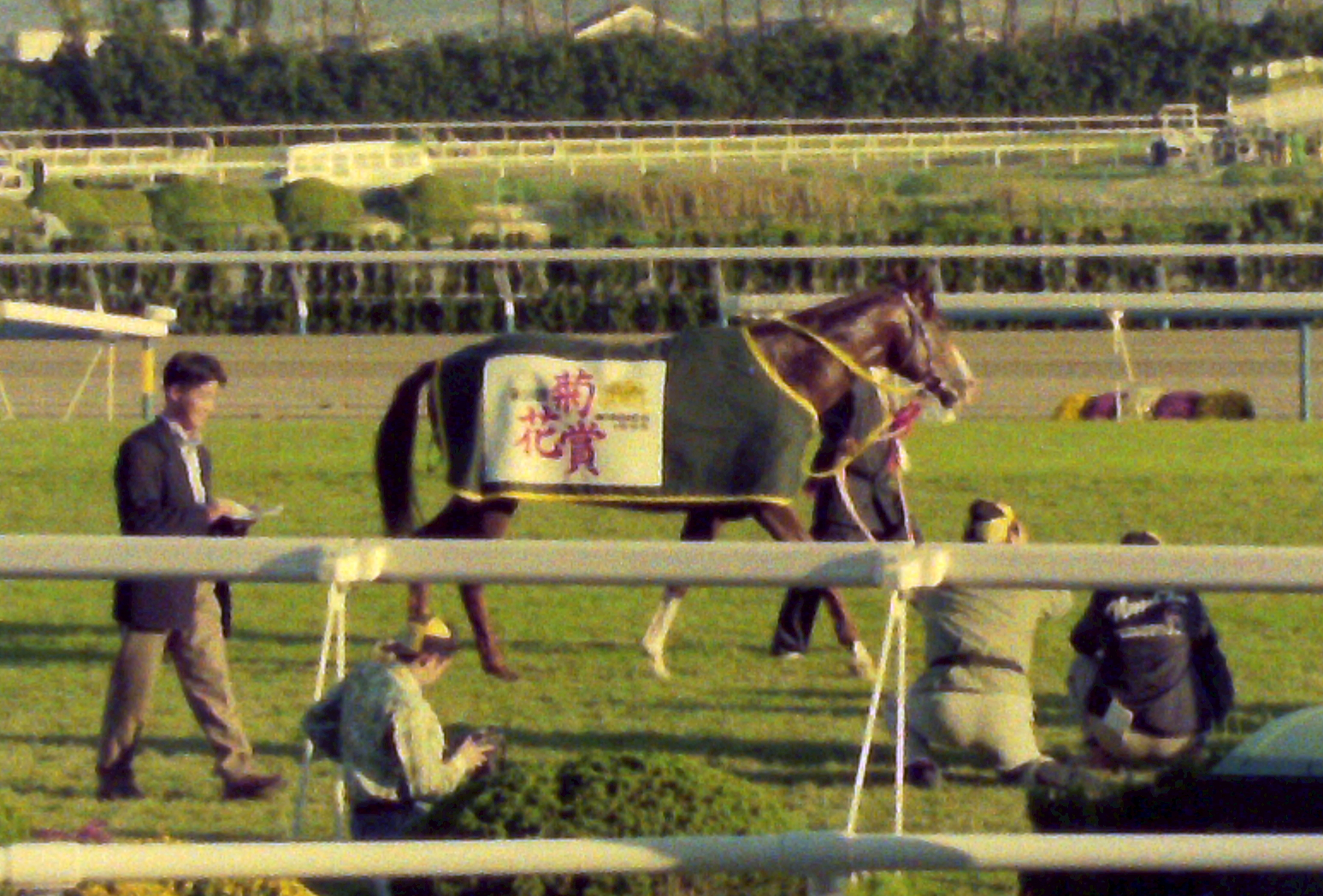
表彰式

#### 有馬記念
1月のデビューから菊花賞まで12戦を走り、既に疲れが出ていたが放牧には出ず、暮れの有馬記念出走を目指した。ただ状態が悪いままに臨んで凡走することは菊花賞馬の面目を失いかねなかった。坂口は5着以内に入る見込みがあるなら面目は保てると考えており、状態を直前まで慎重に見極め、1週間前に参戦を決断した。
12月24日の有馬記念（GI）は12頭立てのレースとなった。人気の中心は前年の覇者ナリタブライアンと2着のヒシアマゾンだった。前年にクラシック三冠と有馬記念を制したナリタブライアンはこの年春に故障。復帰後の天皇賞（秋）とジャパンカップはそれぞれ12着と6着に敗退したがそれでも人気は根強かった。GI2勝の牝馬ヒシアマゾンは、この年の秋にオールカマーと京都大賞典を連勝し、ジャパンカップではランドに次ぐ2着になっていた。

次いで天皇賞（秋）にてワンツーフィニッシュのサクラチトセオーとジェニュイン、そしてジャパンカップ4着のタイキブリザードが推され、マヤノトップガンはこれに続く6番人気、単勝オッズ13.0倍の6番人気に留まった。典型的な逃げ馬がおらず、タイキブリザードが逃げる展開になると考えられたが、田原は自ら逃げてレースを支配したほうがマヤノトップガンのためになると考えていた。ただし当日は、逃げ馬に不利な強い風が吹いていた。
スタートから、先行するタイキブリザードを制して先頭を奪取。タイキブリザードの抵抗はなく、単独で逃げる形に。逃げるうちにペースを落とし、スローペースの展開に持ち込んだ。2週目の第3コーナーから後方に構えていた人気のナリタブライアン、ヒシアマゾンが進出を開始。特にナリタブライアンは並びかける勢いを見せていた。
直線では馬場の最も内側で逃げ粘り、外から迫り来るナリタブライアンらに抵抗する。するとたちまちナリタブライアンらが失速、マヤノトップガンの独走状態のまま後方に2馬身差をつけて逃げ切りを果たした 。連勝でのG12勝目となったが、4歳馬による有馬記念優勝は前年のナリタブライアンに続いて史上10頭目。また1976年のトウショウボーイ以来となる、デビューした年と同年の有馬記念制覇となった。
この年は有馬記念の前まで年間でGIを2勝した馬が存在しなかったためにJRA賞年度代表馬の行方が注目されていたが、マヤノトップガンが有馬記念を制して唯一のGI2勝馬となっていた。そして行われたJRA賞の投票では、全177票中173票で
最優秀4歳牡馬に。さらに全177票中160票で年度代表馬にも選出された。

### 5歳（1996年）

#### 阪神大賞典
前年は使い詰めだったため年明けは疲労回復に専念。春の目標は天皇賞（春）に定め、当初は産経大阪杯からの始動が予定されていた。しかし田原の助言を受けて天皇賞（春）へ「よりゆったりとしたローテーションで」（石田敏徳）臨むために、阪神大賞典を前哨戦に変更する。その阪神大賞典はナリタブライアンも始動戦に選んでおり、新旧の年度代表馬による対決となった。レース当日のマヤノトップガンは疲労回復を優先したために調教が捗らず、万全とは言えない出来だった。人気は2頭の年度代表馬に集中し、小差でマヤノトップガンが1番人気となった 。
レースはスローペースでの出だしになり、マヤノトップガンはナリタブライアンを背負いながら先行して4番手で追走した。2周目の第3コーナーから進出を開始し、先頭に立って大勢を引き離したが、ナリタブライアンだけには接近を許した。外からかわされそうになったが、抵抗して横並びの並走となって最終コーナーを通過する。2頭による後続を引き離しながらの一騎打ちとなり、直線でも激しい競り合いを続けたままほとんど同時に決勝線を通過した。3着には9馬身先んじた2頭だったが、写真判定の結果ナリタブライアンの先着が認められ、マヤノトップガンはアタマ差の2着だった。

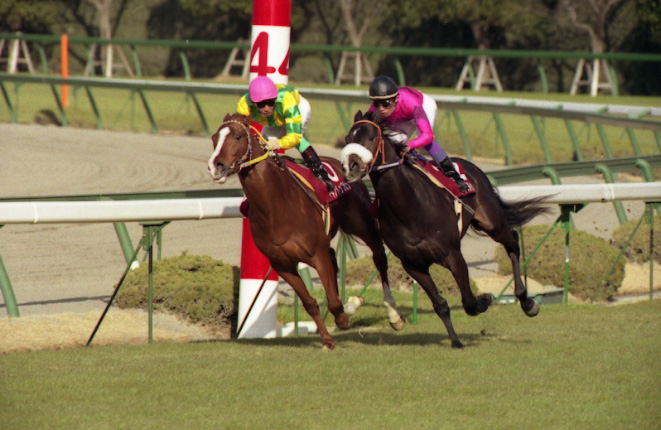
手前: ナリタブライアン、奥: マヤノトップガン

#### 天皇賞（春）

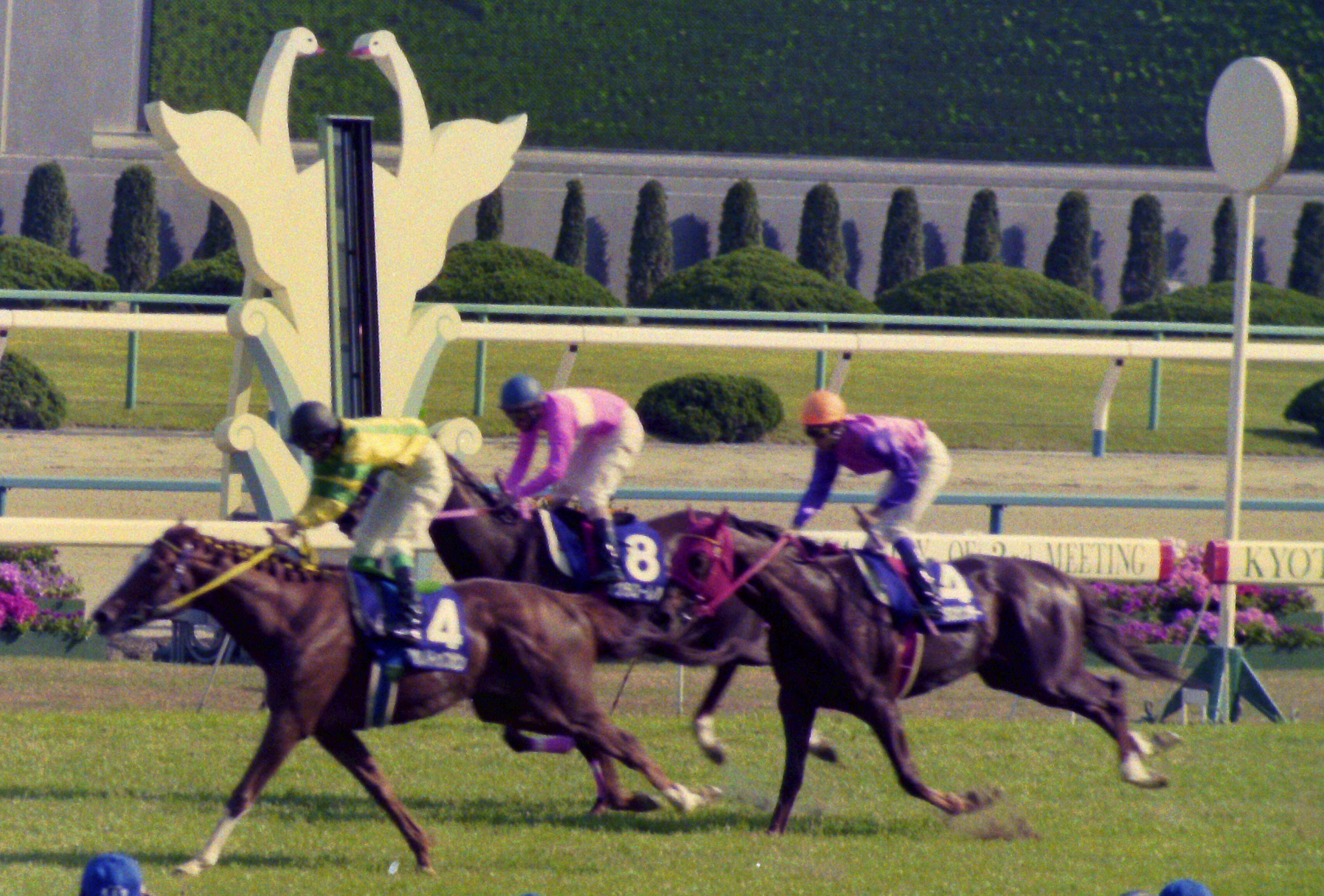
ゴール前
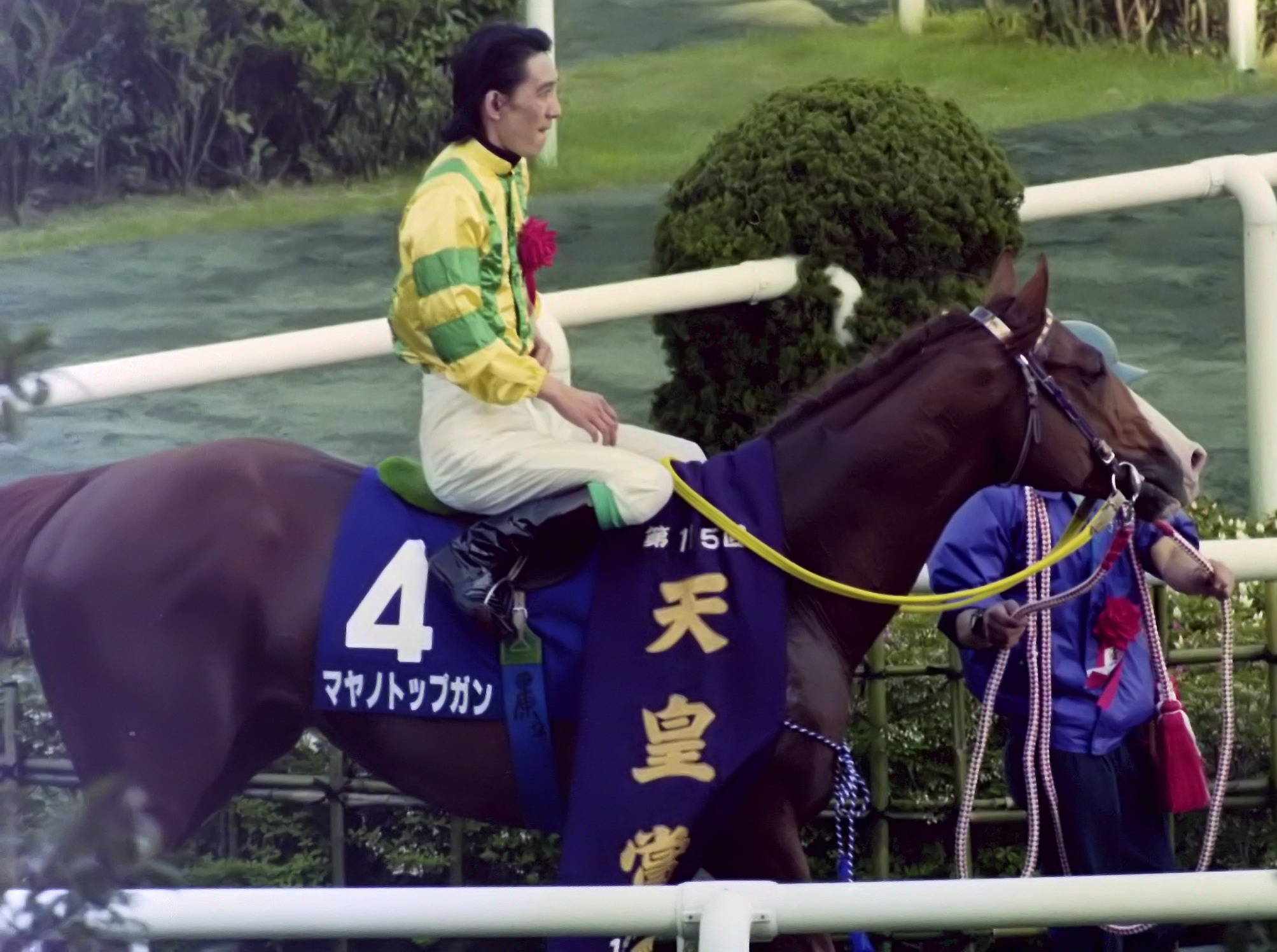
表彰式

続いて本番の天皇賞（春）（GI）。調教をあまりせずに臨んだ阪神大賞典にてナリタブライアンに小差の2着となったことから、坂口はもっと調教で強化し、万全で臨めばどこまで突き抜けられるだろうかと考え、「必要なステップを踏まずに、自分の気持ちだけで」（坂口）調教を積み重ねて当日を迎えていた。ナリタブライアンとの再戦となり人気は2頭に集中したが、1番人気はナリタブライアンに譲る形になった。
スタートから先行して、スローペースを追走。2周目の第3コーナーから進出、すぐ外にナリタブライアンを引き連れており、阪神大賞典と同じように2頭が先頭で並び立ちながら最終コーナーを通過した。しかし直線に入ってまもなくマヤノトップガンは失速、後方から追い込んで来たサクラローレルやハギノリアルキング、ホッカイルソーにもかわされる。サクラローレルがナリタブライアンをもかわして優勝する一方、それに6馬身以上後れを取る5着に敗れた。失速したのは折り合いを欠いた事によるものだったが、その原因は調教のし過ぎでマヤノトップガンの機嫌を損なったためであり、自身の発想ミスによる勘違い、錯覚だったと坂口は振り返っている。

#### 宝塚記念
天皇賞（春）の後は宝塚記念を目指すことになったが、まずは機嫌を取り戻す必要があった。そこで石川県小松市の小松温泉牧場にて、疲労回復とストレスを緩和させるための短期放牧を挟んだ。七夕の日に行われた宝塚記念（GI）ではナリタブライアンは故障離脱、サクラローレルは一足早い休養、ヒシアマゾンやステージチャンプも離脱するなど有力馬が相次いで回避。7月上旬開催という試みで期待された4歳クラシック優勝馬の参戦もなかった 。GI優勝馬はマヤノトップガンの他にダンスパートナー、レガシーワールド、ヤマニンパラダイスの3頭がいたがいずれも勢いに欠けており、メンバーは手薄と考えられていた。そんな中、マヤノトップガンは2.0倍の1番人気となる。次いでカネツクロス、ダンスパートナー、サンデーブランチが人気となった。
レースはスタートからカネツクロスが大きく逃げる展開になり、マヤノトップガンは平均ペースの3番手で追走。第3コーナーから進出開始し、最終コーナーをカネツクロスに並びかけながら通過すると軽く促されただけで鋭い伸びを見せ、直線に入ってまもなく先頭を奪取。カネツクロスなどの抵抗もなく、独走状態で後方に1馬身半差をつけて決勝線を通過した。
この勝利により、1984年のグレード制導入以降史上18頭目となるGI3勝馬となる。また春秋グランプリの連覇は1992年のメジロパーマー以来史上7頭目となった。

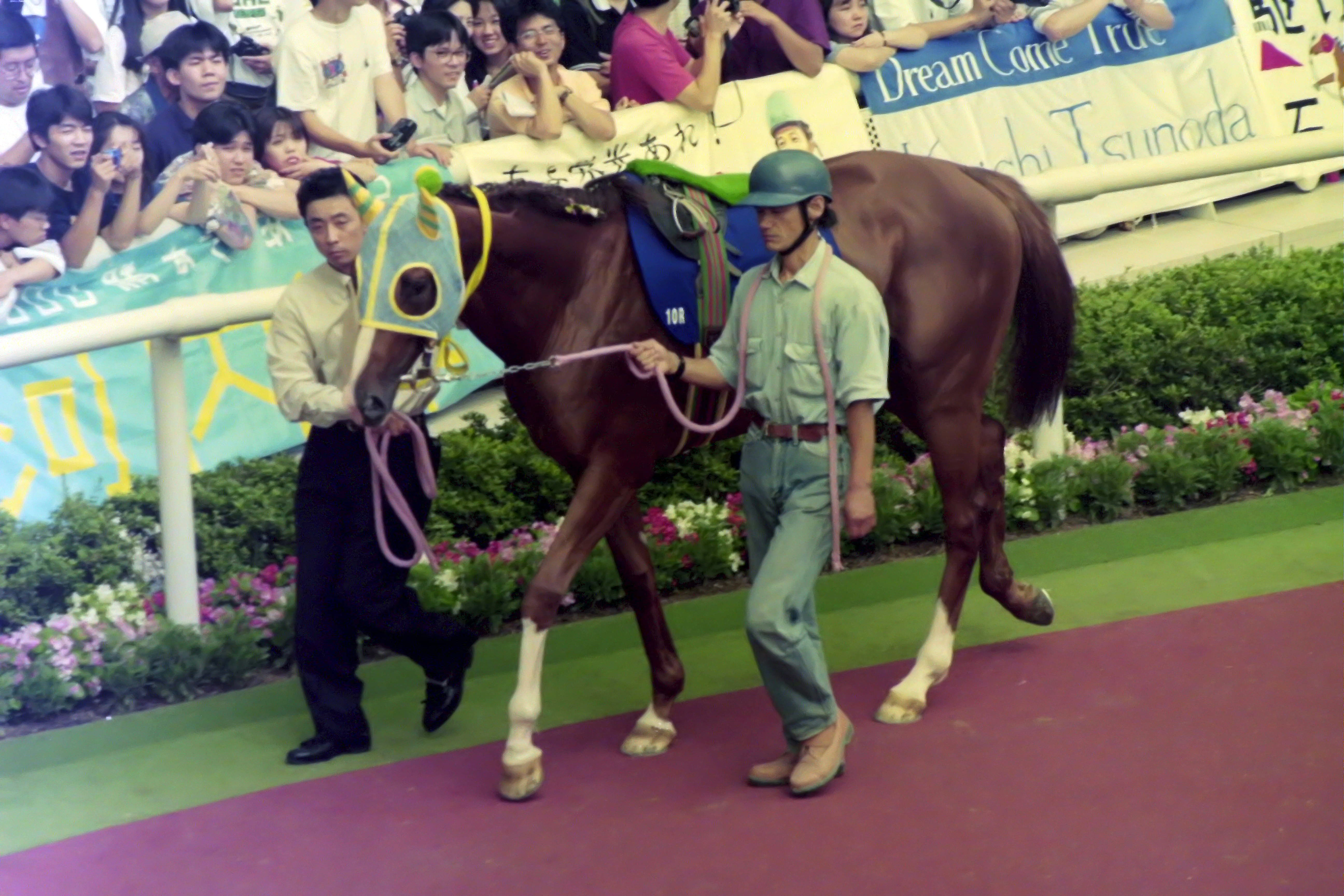
宝塚記念出走時

#### 天皇賞（秋）
この後は再び小松温泉牧場に移り休養に。暑さに負けることなく順調に過ごし、8月7日に帰厩。秋の最初の目標を天皇賞（秋）に定め、オールカマーからの参戦が予定された。9月15日のオールカマー（GII）ではサクラローレルとの再戦となった。オッズは共に1倍台、小差でマヤノトップガンが1番人気になった。
スタートから先行して3番手を確保、サクラローレルの直前の位置に。スローペース追走からの直線勝負となったが、全く伸びずにサクラローレルに突き放され、おまけに先行するファッションショーや船橋競馬のマキバサイレントも捉えられず、サクラローレルに5馬身半後れを取る4着に敗れた。

続いて10月27日、目標の天皇賞（秋）に臨んだが、サクラローレルや重賞4連勝中のマーベラスサンデー、前年の朝日杯3歳ステークスを制したものの皐月賞の直前に故障し、復帰した秋は菊花賞ではなく天皇賞に臨んだ4歳馬のバブルガムフェローらに次ぐ4番人気と評価を落としていた。それでも当日の状態は良く、田原が厩務員の足立に「今日の（マヤノ）トップガンはちょっと違う」と伝えるほどだった。
レースではスタートから先行したが、絶好位をバブルガムフェローに奪われ、その直後を追走。直線では外からスパートしてバブルガムフェローに並びかけ、先頭を奪取したがすぐに盛り返されて逆転、半馬身後れを取る2着に敗れた。田原はこの敗戦について「もしバブルガムフェローと枠順が逆だったら（中略）間違いなく主導権を握っていただろう（中略）そうなれば向こうが仕掛けるのを見てから追い出すことができたはず」と述べ、バブルガムフェローに騎乗した蛯名も少しの運を味方にしたことを勝因に挙げるほどの接戦だった。

続いてジャパンカップは見送り、暮れの有馬記念で連覇を目指した。サクラローレルに次ぐ2番人気に推された。スタートから先行し2番手を追走。しかし途中で小休止する場面がなく、行ったっきりの追走となってしまう。直線ではすでに余力が無く失速、サクラローレルにかわされて優勝を許す。最終的な着順は7着となり、連覇はならなかった。
この年は前年と同様に大レースの優勝馬が悉く異なり、有馬記念が年度代表馬の決定戦と見られていた。宝塚記念優勝馬のマヤノトップガンもその候補であったが敗退。年度代表馬及び最優秀5歳以上牡馬にはサクラローレルが選出された。

### 6歳（1997年）

#### 阪神大賞典
6歳となったマヤノトップガンは、この年限りでの引退が決定する。最後の春の目標は天皇賞（春）となり、先立って3月16日、前哨戦の阪神大賞典に参戦した。相手は条件戦から連勝して成り上がってきたメジロランバダやビッグシンボルら新星候補だった。対するマヤノトップガンは宝塚記念から半年間勝利から遠ざかっており、田原もまた風邪に伴う体調不良が長引き、3月初旬までに1勝しか挙げられていなかった。当日は1番人気だったが、メジロランバダの2倍と差の無い1.9倍に留まっていた。
スタートから最後方に着くとそのまま留まり、2周目の第3コーナーから外をまくって進出。最終コーナーまでに好位に上がり、直線に入ってまもなく先頭を奪取。そのまま独走となり後方に3馬身半差をつけて決勝線を通過、半年ぶりの勝利を挙げた 。

#### 脚質転換
この阪神大賞典での後方待機策について、田原はこのように述べている。
4歳の頃とは異なり5歳になってからのマヤノトップガンは先行向きの精神状態になかった。それでも田原は先行策を続けたがその結果折り合いを欠き、終いに使う脚がなくなりかわされる、という敗戦を繰り返していた。そこで田原は、マヤノトップガンの能力を発揮させるためには人主導の騎乗ではなく馬の気持ちを優先し、無理に先行させるべきでは無いと考えた。田原は5歳春の時点でそれを感じ取っていたが先入観が邪魔をして踏ん切りがつかず、有馬記念の大敗をきっかけに決断し、阪神大賞典で実践した。
しかし悩み抜いて編み出した田原の騎乗法は、世間のみならず関係者にも受け入れられなかった。田原以外には逃げ先行がマヤノトップガンの持ち味という先入観が依然として凝り固まっており、この方法は一回きりの奇策であり、本番は正攻法で臨むだろうと捉えられた。田原の後ろ盾は少なかったが、サクラローレルの管理調教師で田原との親交が深かった小島太調教師や調教師を引退したばかりの浅見国一からの支持、共感を得ていた。特に浅見との懇談の中では、新人時代の田原が浅見厩舎のヤマニンミノルに騎乗した際、第3コーナーの坂の下りでの進出は我慢して最終コーナーを最後方で通過し、直線で外から追い上げて勝利した過去の例を挙げて認識を共にしている。

後ろ盾が少ない状況で、脚質転換の決断をするために田原は自らを追い込んでいた。自意識を無くして苦悩から逃れ、無意識にその決断ができるように三日間徹夜をして半病人を目指したり、アメリカの俳優アル・パチーノの演技を大量に見て、役者になり切ろうとしていた。天皇賞（春）に向けた記者からの取材を受けた際には、鶴木遵に「人を煙に巻くような禅問答」と言わしめた応対で記者を戸惑わせている。
坂口はやはり逃げ先行がマヤノトップガンの持ち味であると考えており、天皇賞（春）の直前に田原に対して先行するように指示する。しかし覚悟を決めていた田原はその場で反論し、先行策を否定した。
阪神大賞典後のマヤノトップガンは前年に比べて疲労も少なく、万全な状態に仕上がっていた。この頃の坂口は、マヤノトップガンに合った仕上げ方を見つけていたという。

#### 天皇賞（春）
| "三強"      | サクラローレル | サクラローレル | マヤノトップガン | マヤノトップガン | マーベラスサンデー | マーベラスサンデー |
| ----------- | -------------- | -------------- | ---------------- | ---------------- | ------------------ | ------------------ |
| '96天皇賞秋 | 2.5（1人）     | 3着            | 8.1（4人）       | 2着              | 4.0（2人）         | 4着                |
| '96有馬記念 | 2.2（1人）     | 1着            | 5.9（2人）       | 7着              | 8.4（3人）         | 2着                |
| '97天皇賞春 | 2.1（1人）     | 2着            | 3.7（2人）       | 1着              | 4.1（3人）         | 3着                |

4月27日、天皇賞（春）では16頭が出走する中、サクラローレルとマヤノトップガン、そしてマーベラスサンデーの3頭が「三強」として持ち上げられた。サクラローレルは有馬記念の後に軽い骨折が判明して休養しており、前哨戦を用いずに直行してきた。マーベラスサンデーは産経大阪杯で始動し、ロイヤルタッチやイシノサンデーらを相手に優勝していた。 1番人気はサクラローレルだったが3頭のオッズは接近していた。
スタートからマヤノトップガンは阪神大賞典と同じく後方の内側を進んだ。まもなく前に行きたがったが内側には進路がなく、行きあぐねた事で落ち着きを取り戻し、折り合いをつけて追走を行った。南井克巳が騎乗するビッグシンボルが平均よりやや速いペースを刻んで逃げる中、サクラローレルとマーベラスサンデーはマヤノトップガンより前の中団で追走。2周目の第3コーナーにてサクラローレルがかかりながら進出を開始するとマーベラスサンデーもその後を追い、2頭は先行集団を射程に入れる位置まで進出した。2頭が動いたことで他の馬も動きペースは乱れたが、マヤノトップガンはそこでは動かずにいまだ先行集団の背後に潜んでいた。
サクラローレルとマーベラスサンデーの2頭は横並びで最終コーナーを通過し、直線で競り合いを開始。一方のマヤノトップガンは手応え抜群の状態で最終コーナーを抜けると大外に持ち出しながら直線に入り、田原の鞭に応えて末脚を繰り出した。先行する2頭の競り合いは内側のサクラローレルが制して抜け出していたが、それを外からマヤノトップガンが猛追。2頭に抵抗する余力はなく、サクラローレルに1と4分の1馬身、マーベラスサンデーに1馬身半の差をつけて決勝線を先頭で通過した 。
この天皇賞（春）の勝利でGI競走4勝目を成し遂げた。走破タイム3分14秒4は1993年のライスシャワーの3分17秒1を2.7秒更新するレースレコードであり、また1993年のダイヤモンドステークス（GIII）でマチカネタンホイザが記録した芝3200メートルの日本レコード3分16秒8をも2.4秒更新した。田原は14回目の騎乗で天皇賞（春）初勝利となった。

これまでのGI3勝は牝馬が1番人気となる菊花賞や意表を突いて逃げた有馬記念、有力馬欠場多数の宝塚記念等相手関係や田原の好判断の賜物だと考えられ、マヤノトップガンの実力は正当に評価されていなかった。しかし天皇賞（春）での4勝目と、その勝ちっぷりにて実力を証明した形になった。坂口は以下の様に述べている。
- ゴール前
- 表彰式

#### 引退
天皇賞（春）の後は宝塚記念を見送り、夏休みに。秋は天皇賞（秋）やジャパンカップ出走を目指していた。しかし9月25日、左前脚浅屈腱炎を発症。程度は軽かったがこの秋の出走が不能となり、前倒しでの引退となった。11月30日の昼休み、阪神競馬場にて引退式が行われた。

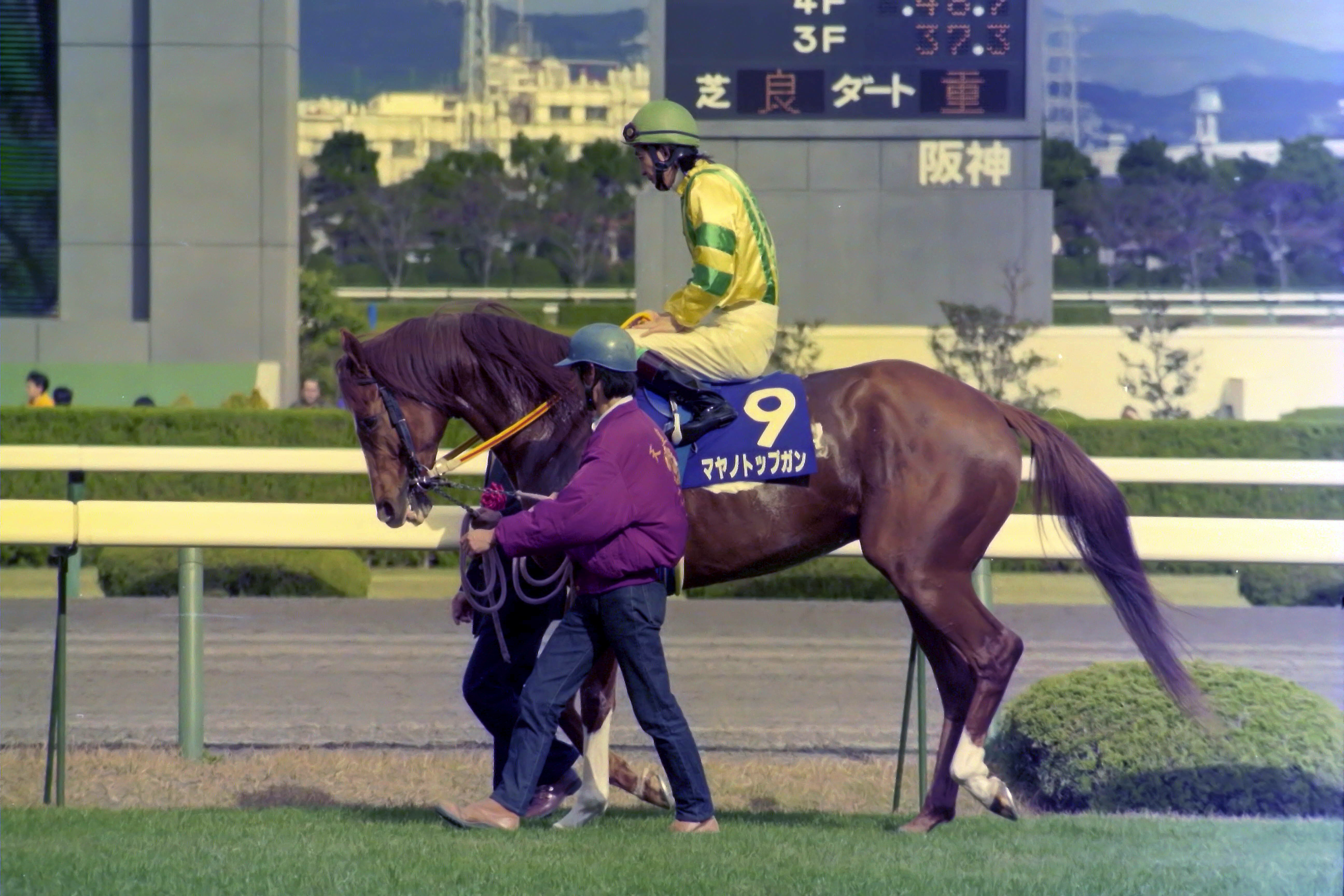
引退式

## 種牡馬時代
競走馬引退後は、種牡馬となり、北海道新冠町の優駿スタリオンステーションで繋養された。初年度から81頭、2年目には三桁に。3年目こそ89頭に戻ったが、4年目以降は再び三桁の繁殖牝馬を集め、ピーク時には150頭を超えることもあったが12年目の2009年の100頭を最後に右肩下がりとなり、15年目の2012年には50頭、2014年には4頭まで減少。翌2015年3月11日付で用途変更。種牡馬を引退した後も優駿スタリオンステーションに残り、功労馬として過ごした。2019年11月3日、老衰のために27歳で死亡した。
17年の種牡馬生活では、日本国内において1116頭の産駒が血統登録された。2001年から2021年まで出走し、そのうち15頭が重賞優勝を成し遂げている。複数の重賞を優勝した産駒も輩出し、プリサイスマシーン（母父:サンデーサイレンス）は、2003年から2004年にかけて中日新聞杯を連覇した他にスワンステークス、阪急杯も制して重賞4勝。メイショウトウコン（母父:ジェイドロバリー）は、平安ステークス、東海ステークス、エルムステークスを制した他に、地方競馬の名古屋大賞典、ブリーダーズゴールドカップも優勝した。さらに重賞2勝のチャクラ（母父:カーリアン）、トップガンジョー（母父:ゴールデンフェザント）などがいる。
また産駒の牝馬も多数繁殖牝馬となり、ブルードメアサイアーとしての産駒の重賞優勝も多数存在する。中でもキャッスルトップ（父:バンブーエール）は2021年ジャパンダートダービー（JpnI）を優勝し、GI級競走優勝を果たしている。

## 競走成績
以下の内容は、netkeiba.com並びにJBISサーチ、『優駿』の情報に基づく。
| 競走日 | 競走日 | 競走日 | 競馬場 | 競走名          | 格  | 距離 （馬場） | 頭 数 | 枠 番 | 馬 番 | オッズ （人気） | 着順 | タイム （上り3F） | 着差 | 騎手     | 斤量 [kg] | 1着馬 （2着馬）      | 馬体重 [kg] |
| ------ | ------ | ------ | ------ | --------------- | --- | ------------- | ----- | ----- | ----- | --------------- | ---- | ----------------- | ---- | -------- | --------- | -------------------- | ----------- |
| 1995.  | 01.    | 08     | 京都   | 4歳新馬         |     | ダ1200m（良） | 16    | 7     | 13    | 01.7（1人）     | 05着 | 01:14.9 (38.9)    | -1.1 | 武豊     | 55        | ワンダーパヒューム   | 446         |
|        | 02.    | 19     | 京都   | 4歳未勝利       |     | ダ1200m（良） | 14    | 2     | 2     | 07.6（4人）     | 03着 | 01:14.2 (37.6)    | -0.4 | 田原成貴 | 55        | スタースワロー       | 438         |
|        | 03.    | 11     | 京都   | 4歳未勝利       |     | ダ1200m（稍） | 8     | 1     | 1     | 01.8（1人）     | 03着 | 01:14.2 (36.6)    | -0.7 | 武豊     | 55        | ポリシュアドミラル   | 444         |
|        | 03.    | 25     | 京都   | 4歳未勝利       |     | ダ1200m（良） | 14    | 2     | 2     | 02.0（2人）     | 01着 | 01:13.0 (37.2)    | -0.2 | 武豊     | 55        | （ランドゼノビア）   | 440         |
|        | 04.    | 15     | 京都   | 4歳500万下      |     | ダ1200m（重） | 14    | 4     | 6     | 06.8（3人）     | 03着 | 01:12.6 (37.1)    | -0.3 | 武豊     | 55        | フサイチビクトリー   | 434         |
|        | 05.    | 07     | 京都   | 4歳500万下      |     | ダ1200m（良） | 11    | 4     | 4     | 05.2（4人）     | 03着 | 01:12.1 (36.1)    | -0.6 | 田原成貴 | 55        | ワカサアイネス       | 430         |
|        | 05.    | 28     | 中京   | 4歳500万下      |     | ダ1700m（良） | 11    | 7     | 8     | 08.2（4人）     | 01着 | 01:46.8 (38.2)    | -1.2 | 田原成貴 | 55        | （キタサンシルバー） | 442         |
|        | 06.    | 18     | 中京   | ロイヤル香港JCT | 9下 | 芝2000m（良） | 13    | 8     | 13    | 15.3（5人）     | 03着 | 02:01.3 (36.6)    | -0.1 | 田原成貴 | 55        | フェアダンス         | 440         |
|        | 07.    | 09     | 中京   | やまゆりS       | 9下 | 芝1800m（良） | 13    | 6     | 2     | 05.2（2人）     | 01着 | 01:49.8 (36.0)    | -1.2 | 田原成貴 | 54        | （スリリングアワー） | 442         |
|        | 09.    | 17     | 京都   | 神戸新聞杯      | GII | 芝2000m（良） | 14    | 8     | 14    | 13.5（5人）     | 02着 | 01:59.8 (36.2)    | -0.0 | 田原成貴 | 56        | タニノクリエイト     | 452         |
|        | 10.    | 15     | 京都   | 京都新聞杯      | GII | 芝2200m（良） | 15    | 6     | 11    | 04.4（2人）     | 02着 | 02:11.5 (34.5)    | -0.1 | 田原成貴 | 56        | ナリタキングオー     | 452         |
|        | 11.    | 05     | 京都   | 菊花賞          | GI  | 芝3000m（良） | 18    | 5     | 10    | 06.5（3人）     | 01着 | R3:04.4 (35.9)    | -0.2 | 田原成貴 | 57        | （トウカイパレス）   | 454         |
|        | 12.    | 24     | 中山   | 有馬記念        | GI  | 芝2500m（良） | 12    | 7     | 10    | 13.0（6人）     | 01着 | 02:33.6 (35.3)    | -0.3 | 田原成貴 | 55        | （タイキブリザード） | 458         |
| 1996.  | 03.    | 09     | 阪神   | 阪神大賞典      | GII | 芝3000m（良） | 10    | 8     | 10    | 02.0（1人）     | 02着 | 03:04.9 (34.5)    | -0.0 | 田原成貴 | 58        | ナリタブライアン     | 460         |
|        | 04.    | 21     | 京都   | 天皇賞（春）    | GI  | 芝3200m（良） | 16    | 4     | 7     | 02.8（2人）     | 05着 | 03:18.8 (36.1)    | -1.0 | 田原成貴 | 58        | サクラローレル       | 456         |
|        | 07.    | 07     | 阪神   | 宝塚記念        | GI  | 芝2200m（良） | 13    | 6     | 9     | 02.0（1人）     | 01着 | 02:12.0 (34.6)    | -0.2 | 田原成貴 | 58        | （サンデーブランチ） | 454         |
|        | 09.    | 15     | 中山   | オールカマー    | GII | 芝2200m（重） | 9     | 6     | 6     | 01.8（1人）     | 04着 | 02:17.6 (37.6)    | -0.9 | 田原成貴 | 59        | サクラローレル       | 456         |
|        | 10.    | 27     | 東京   | 天皇賞（秋）    | GI  | 芝2000m（良） | 17    | 4     | 8     | 08.1（4人）     | 02着 | 01:59.1 (35.1)    | -0.5 | 田原成貴 | 58        | バブルガムフェロー   | 456         |
|        | 12.    | 22     | 中山   | 有馬記念        | GI  | 芝2500m（良） | 14    | 3     | 3     | 05.9（2人）     | 07着 | 02:35.3 (38.3)    | -1.5 | 田原成貴 | 57        | サクラローレル       | 472         |
| 1997.  | 03.    | 16     | 阪神   | 阪神大賞典      | GII | 芝3000m（稍） | 8     | 8     | 9     | 01.9（1人）     | 01着 | 03:07.2 (37.1)    | -0.6 | 田原成貴 | 59        | （ビッグシンボル）   | 464         |
|        | 04.    | 27     | 京都   | 天皇賞（春）    | GI  | 芝3200m（良） | 16    | 2     | 4     | 03.7（2人）     | 01着 | R3:14.4 (34.2)    | -0.2 | 田原成貴 | 58        | （サクラローレル）   | 458         |

- Rは、レコード勝ちを示す。

## 種牡馬成績

### 年度別成績一覧
以下の内容は、JBISサーチの情報に基づく。
| 種付年度 | 生産年度 | 種付頭数 | 生産頭数 | 血統登録頭数 | 出走頭数 | 勝馬頭数 | 重賞勝馬頭数 | AEI  | CPI  |
| -------- | -------- | -------- | -------- | ------------ | -------- | -------- | ------------ | ---- | ---- |
| 1998     | 1999     | 81       | 63       | 63           | 59       | 40       | 3            | 1.73 |      |
| 1999     | 2000     | 109      | 85       | 85           | 75       | 49       | 1            | 1.16 |      |
| 2000     | 2001     | 89       | 75       | 74           | 69       | 45       | 0            | 1.12 |      |
| 2001     | 2002     | 110      | 89       | 87           | 78       | 57       | 5            | 1.65 |      |
| 2002     | 2003     | 101      | 75       | 72           | 61       | 45       | 1            | 1.00 |      |
| 2003     | 2004     | 151      | 117      | 112          | 103      | 63       | 0            | 1.04 |      |
| 2004     | 2005     | 137      | 105      | 99           | 91       | 63       | 1            | 0.84 |      |
| 2005     | 2006     | 117      | 87       | 83           | 77       | 49       | 0            | 0.60 |      |
| 2006     | 2007     | 113      | 78       | 78           | 72       | 46       | 0            | 0.47 |      |
| 2007     | 2008     | 143      | 91       | 91           | 87       | 50       | 2            | 0.77 |      |
| 2008     | 2009     | 144      | 85       | 85           | 75       | 52       | 0            | 0.49 |      |
| 2009     | 2010     | 100      | 65       | 65           | 55       | 33       | 2            | 0.40 |      |
| 2010     | 2011     | 86       | 54       | 53           | 47       | 27       | 0            | 0.54 |      |
| 2011     | 2012     | 72       | 39       | 39           | 32       | 22       | 0            | 0.23 |      |
| 2012     | 2013     | 50       | 27       | 27           | 22       | 14       | 0            | 0.32 |      |
| 2013     | 2014     | 12       | 3        | 3            | 3        | 1        | －           | 0.42 |      |
| 2014     | 2015     | 4        | 0        | 0            | 0        | －       | －           | －   |      |
| 合計     | 合計     | 合計     | 合計     | 1116         | 1006     | 656      | 15           | 0.85 | 1.06 |

- 出走頭数、勝馬頭数、重賞勝馬頭数、アーニングインデックス、コンパラブルインデックスは、平地競走に限る。
- 情報は、2022年12月18日時点。

### 重賞優勝産駒

#### グレード制及びダートグレード重賞優勝馬
- 1999年産
  - バンブーユベントス（2003年日経新春杯）- 母父:ワッスルタッチ[75]
  - プリサイスマシーン（2003年、04年中日新聞杯、2006年スワンステークス、2007年阪急杯）- 母父:サンデーサイレンス[68]
- 2000年産
  - チャクラ（2003年ステイヤーズステークス、2004年目黒記念）- 母父:カーリアン[70]
- 2002年産
  - トップガンジョー（2006年エプソムカップ、新潟記念）- 母父:ゴールデンフェザント[71]
  - メイショウトウコン（2007年平安ステークス、東海ステークス、エルムステークス、2008年名古屋大賞典、ブリーダーズゴールドカップ）- 母父:ジェイドロバリー[69]
  - ホッコーパドゥシャ（2009年新潟記念）- 母父:ヤマニンスキー[76]
- 2003年産
  - キングトップガン（2011年目黒記念、函館記念）- 母父:マルゼンスキー[77]
- 2007年産
  - デンコウオクトパス（2012年東京ハイジャンプ、東京ジャンプステークス、2013年京都ジャンプステークス）- 母父:リズム[78]
  - マサノブルース（2012年京都ジャンプステークス）- 母父:エルコンドルパサー[79]
- 2008年産
  - ムスカテール（2013年目黒記念）- 母父:サンデーサイレンス[80]
- 2010年産
  - メイショウアイアン（2018年*絆カップ、2019年*グランシャリオ門別スプリント、*ウポポイオータムスプリント、2020年北海道スプリントカップ）- 母父:デヒア[81]

#### 地方重賞優勝馬
- 1999年産
  - マヤノグレイシー（2009年イヌワシ賞）- 母父:ジェイドロバリー[82]
- 2002年産
  - ヨウヨウ（2004年フローラルカップ）- 母父:カコイーシーズ[83]
  - マヤノパワフル（2005年のじぎく賞）- 母父:コンキスタドールシエロ
- 2005年産
  - ウルトラエナジー（2008年福山クイーンカップ）- 母父:アレミロード[84]
- 2008年産
  - マヤノクレド（2015年オータムカップ、東海菊花賞、東海ゴールドカップ）- 母父:キンググローリアス[85]
- 2010年産
  - アラマサシャープ（2013年高知優駿）- 母父:コマンダーインチーフ[86]

#### ブルードメアサイアーとしての産駒

##### グレード制及びダートグレード重賞優勝馬
GI級競走は、競走名を太字強調にて示す。
- 2012年産
  - ブラゾンドゥリス（2017年黒船賞、2021年*御厨人窟賞）- 父:ノボジャック[87]
- 2013年産
  - ワンダーリーデル（2019年武蔵野ステークス）- 父:スタチューオブリバティ[88]
- 2018年産
  - キャッスルトップ（2021年ジャパンダートダービー）- 父:バンブーエール[72]

##### 地方重賞優勝馬
- 2007年産
  - シャイニングサヤカ（2013年ビューチフルドリーマーカップ）- 父:キングヘイロー[89]
- 2011年産
  - タイセイバンデット（2017年グランシャリオ門別スプリント、エトワール賞）- 父:サウスヴィグラス[90]
- 2012年産
  - ランデックハナコ（2014年ビギナーズカップ）- 父:スクリーンヒーロー[91]

## エピソード

### 阪神・淡路大震災
マヤノトップガンが4歳の頃の1995年1月17日、阪神・淡路大震災が発生し、関西地方に大きな被害を与えた。滋賀県の栗東トレーニングセンターにいるマヤノトップガンは無事だったが、調教師の坂口正大は、田所が営む兵庫県神戸市灘区の田所病院で被災していた。坂口は前日の1月16日に西日本馬主協会主催の新年会に出席していたが、田所からついでに翌17日早朝に届く予定だった検査結果を受け取るべきと諭され、病院の特別室で一泊した翌朝に被災した。坂口は揺れで身体を床に打ち腰を負傷し、田所の車で17日の夜を過ごした。
田所は震災で弟夫婦を亡くしたうえに、病院も業務不可能なほどの被害を受けていた。復旧と患者の治療に追われるなかで唯一の息抜きが所有馬の応援だった。「活躍してくれるんは、そら嬉しい。けど、それ以上に馬の頑張ってる姿が、ぼく自身の精神的支えになってた。勇気づけられる（中略）まさか馬が生きる励みになろうとは」と回顧している。そんな中、震災から約10か月後の11月にマヤノトップガンは菊花賞を戴冠。さらに暮れの有馬記念も戴冠する。この活躍について田所は「死んだ弟が、あの世から後押してくれたんや」と感じたという。またこの年の日本プロ野球・パシフィック・リーグでは、神戸を本拠地とするオリックス・ブルーウェーブ（1995年のオリックス・ブルーウェーブ）が優勝しており、菊花賞を優勝した際に杉本清は「今年は神戸だ!マヤノトップガン!!」と実況している。
震災は、兵庫県宝塚市にある阪神競馬場も破壊し、使用不能に追い込んでいる。この間の開催レースは他場に代替された。マヤノトップガンが2着だった1995年の神戸新聞杯も京都競馬場で代替、29年ぶりとなる京都開催となった。同年末には再開し、翌1996年にはマヤノトップガンが阪神大賞典でナリタブライアンと小差の2着となっている。そして夏、震災から1年半後に行われた「震災復興支援競走」宝塚記念を、マヤノトップガンが制した。田所は「菊花賞も有馬記念も地元と違いましたやろ。ホンマ、よう阪神でGIを勝ってくれましたわ。これで神戸の皆さんが、ちょっとでも元気を出してくれたら…。そやけど馬って、不思議な生き物ですなあ」と述べている。

## 血統
| マヤノトップガンの血統                          | マヤノトップガンの血統                        | マヤノトップガンの血統                        | （血統表の出典）                              | （血統表の出典） |
| 父系                                            | ロベルト系                                    | ロベルト系                                    | ロベルト系                                    | [ § 2 ]          |
| 父 *ブライアンズタイム Brian's Time 1985 黒鹿毛 | 父の父Roberto 1969 鹿毛                       | Hail to Reason                                | Turn-to                                       | Turn-to          |
| 父 *ブライアンズタイム Brian's Time 1985 黒鹿毛 | 父の父Roberto 1969 鹿毛                       | Hail to Reason                                | Nothirdchance                                 |                  |
| 父 *ブライアンズタイム Brian's Time 1985 黒鹿毛 | 父の父Roberto 1969 鹿毛                       | Bramalea                                      | Nashua                                        | Nashua           |
| 父 *ブライアンズタイム Brian's Time 1985 黒鹿毛 | 父の父Roberto 1969 鹿毛                       | Bramalea                                      | Rarelea                                       |                  |
| 父 *ブライアンズタイム Brian's Time 1985 黒鹿毛 | 父の母Kelley's Day 1977 鹿毛                  | Graustark                                     | Ribot                                         | Ribot            |
| 父 *ブライアンズタイム Brian's Time 1985 黒鹿毛 | 父の母Kelley's Day 1977 鹿毛                  | Graustark                                     | Flower Bowl                                   |                  |
| 父 *ブライアンズタイム Brian's Time 1985 黒鹿毛 | 父の母Kelley's Day 1977 鹿毛                  | Golden Trail                                  | Hasty Road                                    | Hasty Road       |
| 父 *ブライアンズタイム Brian's Time 1985 黒鹿毛 | 父の母Kelley's Day 1977 鹿毛                  | Golden Trail                                  | Sunny Vale                                    |                  |
| 母 *アルプミープリーズ Alp Me Please 1981 栗毛  | 母の父Blushing Groom 1974 栗毛                | Red God                                       | Nasrullah                                     | Nasrullah        |
| 母 *アルプミープリーズ Alp Me Please 1981 栗毛  | 母の父Blushing Groom 1974 栗毛                | Red God                                       | Spring Run                                    |                  |
| 母 *アルプミープリーズ Alp Me Please 1981 栗毛  | 母の父Blushing Groom 1974 栗毛                | Runaway Bride                                 | Wild Risk                                     | Wild Risk        |
| 母 *アルプミープリーズ Alp Me Please 1981 栗毛  | 母の父Blushing Groom 1974 栗毛                | Runaway Bride                                 | Aimee                                         |                  |
| 母 *アルプミープリーズ Alp Me Please 1981 栗毛  | 母の母Swiss 1974 栗毛                         | Vaguely Noble                                 | *ヴィエナ                                     | *ヴィエナ        |
| 母 *アルプミープリーズ Alp Me Please 1981 栗毛  | 母の母Swiss 1974 栗毛                         | Vaguely Noble                                 | Noble Lassie                                  |                  |
| 母 *アルプミープリーズ Alp Me Please 1981 栗毛  | 母の母Swiss 1974 栗毛                         | Gala Host                                     | My Host                                       | My Host          |
| 母 *アルプミープリーズ Alp Me Please 1981 栗毛  | 母の母Swiss 1974 栗毛                         | Gala Host                                     | Huspah                                        |                  |
| 母系(F-No.)                                     | (FN:14-a)                                     | (FN:14-a)                                     | (FN:14-a)                                     | [ § 3 ]          |
| 5代内の近親交配                                 | Nasrullah 5×4、Alibhai5×5、Nearco 5･5（母内） | Nasrullah 5×4、Alibhai5×5、Nearco 5･5（母内） | Nasrullah 5×4、Alibhai5×5、Nearco 5･5（母内） | [ § 4 ]          |
| 出典                                            | 1. 2. 3. 4.                                   | 1. 2. 3. 4.                                   | 1. 2. 3. 4.                                   | 1. 2. 3. 4.      |